# Lago de Khantai
El lago Jantáiskoie (en ruso: Хантайское озеро) o lago de Jantái es un amplio lago de agua dulce de Rusia, localizado en la cuenca del río Jantaika, en los montes Putorana, en el krai de Krasnoyarsk. Algunas fuentes se refieren al lago como el «Gran lago de Jantái» (Большое Хантайское озеро). Tiene una superficie de 822 km² (dependiendo del nivel del agua), con 80 km de longitud y 25 km de anchura máxima. La profundidad máxima es de unos 420 metros. 
Por un pequeño ramal está unido al «Pequeño lago de Jantái» (Малое Хантайское озеро), también llamado lago Delimakit (озеро Делимакит).
El lago Jantáiskoie está localizado, en promedio, a unos 200 km al norte del círculo polar ártico, en el extremo occidental de los montes Putorana (altura máx. 1701 m), en forma de cinta en dirección este-oeste, en uno de los valles al este del río Yeniséi, por donde discurre el río Jantaika, un corto tributario (174 km) de la margen derecha. El lago se encuentra a una altitud de unos 65 m, dentro de una estrecha depresión tectónica. En el lago desaguan los ríos Jantaika, Irbe, Kutaramakan, Nalédnaya, Edyngde y Jakancha.
En una península en la costa suroeste del lago se encuentra el pueblo de Jantáiskoie Ózero, el único en una zona deshabitada. El área del lago se encuentra en la zona climática de la tundra, con una vegetación de tundra y algunos bosques, con los suelos generalizados de permafrost. El lago y sus alrededores fueron estudiados en las expediciones de Aleksandr Sótnikov, en 1915, y de Nikolái Urvántsev, en 1919.